# امیلیانو مارکوندس
امیلیانو مارکوندس (انگلیسی: Emiliano Marcondes؛ زادهٔ ۹ مارس ۱۹۹۵) بازیکن فوتبال اهل دانمارک است.
از باشگاه‌هایی که در آن بازی کرده‌است می‌توان به باشگاه فوتبال نورشلان و باشگاه فوتبال برنتفورد اشاره کرد.
وی همچنین در تیم‌های ملی فوتبال پایه دانمارک بازی کرده‌است.

## دوران ملی
مارکوندس در ۴۳ بازی ۱۰ گل برای دانمارک بین رده‌های زیر ۱۷ تا ۲۱ سال به ثمر رساند. او بخشی از تیم زیر ۲۱ سال بود که در مرحله گروهی مسابقات قهرمانی زیر ۲۱ سال اروپا ۲۰۱۷ از مرحله گروهی حذف شد. مارکوندز به تیم زیر ۲۱ سال دانمارک برای تورنمنت دعوتی سوون دعوت شد، که تیم برای آماده‌سازی برای بازی‌های المپیک تابستانی ۲۰۱۶ در آن شرکت کرد. او با وجود حضور در هر مسابقه و زدن یک گل، نامی در ترکیب المپیک نداشت.